# R Hydri
R Hydri är en pulserande variabel  av Delta Cephei-typ (DCEP) i stjärnbilden Lilla vattenormen. Stjärnan var den första i Lilla vattenormen som fick en variabelbeteckning.
R Hydri varierar mellan visuell magnitud +14,43 och 15,31 med en period av 10,093 dygn.

## Fotnoter
1. ↑  Variabelstjärnornas beteckningar börjar med bokstäverna R-Z, därefter A-Q , följt av RR-ZZ och AA-QQ, varefter de börjar betecknas med bokstaven V och ett ordningsnummer, från och med V335.